# Messier 4
Messier 4 (znana również jako M4 lub NGC 6121) – gromada kulista w gwiazdozbiorze Skorpiona. Została odkryta w 1746 roku przez Philippe Loysa de Chéseaux, a 8 maja 1764 znalazła się w katalogu Messiera.
Obiekt jest oddalony o 7200 lat świetlnych od Ziemi, co sprawia, że M4 jest jedną z bliższych naszemu Układowi Słonecznemu gromad kulistych. Ma jasność 5,6m. Jest luźno skoncentrowaną gromadą klasy IX. Messier 4 zawiera kilkadziesiąt tysięcy gwiazd, jako gromada wyróżnia się liczną populacją występujących w niej białych karłów. W M4 znajdują się też 43 gwiazdy zmienne.
W 1995 Kosmiczny Teleskop Hubble’a wykonał zdjęcia, które dowiodły istnienia układu podwójnego w M4. Wokół układu pulsar – biały karzeł krąży planeta o masie równej 2,5 masy Jowisza. Odkryty biały karzeł jest jedną z najstarszych znanych gwiazd – ma 13 miliardów lat.
M4 jest pierwszą gromadą kulistą, w której odkryto pulsar milisekundowy. Obiekt ten, PSR B1620-26, został odkryty w 1987 roku, a jego okres obrotu wynosi 11 milisekund. Wokół pulsara krąży planeta pozasłoneczna oznaczona PSR B1620-26 b.
Gromada M4 jest łatwo dostrzegalna na niebie, ujrzeć ją można w odległości 1,3° na zachód od jasnej gwiazdy Antares.